# Werewolves (película)
Werewolves (conocida como El despertar de la bestia en España y La noche de los hombres lobo en Hispanoamérica) es una película estadounidense de terror y acción de 2024 dirigida por Steven C. Miller y protagonizada por Frank Grillo, Katrina Law, Ilfenesh Hadera, James Michael Cummings y Lou Diamond Phillips.
La trama se desarrolla en un evento de superluna que provoca que todos los seres humanos se conviertan en hombres lobo, después de los sucesos ocurridos durante el año anterior y sigue los intentos de poder controlar la situación, entre ellos, el desarrollo de un suero capaz de repeler la mutación.
La película se estrenó en cines el 6 de diciembre de 2024 en los Estados Unidos con críticas mixtas por parte de los críticos y 3 de abril de 2025 en México.

## Argumento
Hace un año, durante la superluna, los humanos se transformaron en monstruosos hombres lobo que cazan humanos. Durante la noche de superluna, cualquiera que esté expuesto a la luz de la luna se convierte en uno de ellos. En respuesta, la humanidad se está preparando para otro evento de superluna, bloqueando sus hogares con armamento y trampas de autodefensa, y el personal militar enjaulando a los humanos que estuvieron expuestos a la luna hace un año mientras los científicos intentan revertir la mutación causada por la luna.
Wesley Marshall, un ex soldado del ejército de los EE. UU. y biólogo molecular, vive con su cuñada, Lucy, y su hija, Emma. Trabaja arduamente para fortificar la casa contra los ataques de los hombres lobo. Reagan, una vecina, viene a visitarlos antes de partir para la noche de superluna. Mientras la familia se abastece para el evento de la próxima noche de superluna, Lucy convence a Wesley de regresar al laboratorio, donde están trabajando en una solución para curar la mutación del hombre lobo, ya que él trabaja para ellos, pero Wesley duda porque los dejaría desprotegidos a pesar de las precauciones.
El Dr. James Aranda y su equipo de científicos (incluido Wesley), han desarrollado un suero especial llamado "Moonscreen". Está diseñado para evitar que la luz de la luna afecte al genoma humano cuando se expone a ella y la Dra. Amy Chen es una de las científicas que trabaja en el suero. El personal militar y los científicos construyen una instalación de alta seguridad para mantener a sus sujetos de prueba en jaulas mientras se les inyecta el suero. Los científicos usan trajes de prevención de la luz de la luna e inyectan el suero en los sujetos de prueba antes de abrir el techo para exponerlos a la luz de la luna. Al principio, Miles y los sujetos de prueba siguen siendo humanos, pero finalmente, se transforman en hombres lobo. Un guardia entra en pánico e intenta dispararles, pero se liberan accidentalmente y arrasan con todo a su paso por las instalaciones. En el caos que sigue, Aranda se expone a la luz de la luna y se transforma en un hombre lobo.
Wesley y Amy huyen a un almacén, donde se inyectan el suero ya que el efecto de la inoculación dura solo una hora, por lo que llevan consigo signos vitales para poder seguir siendo humanos. Luego se equipan con ropa protectora y armas, antes de abandonar las instalaciones en una camioneta. Wesley sugiere dirigirse a su casa, que tiene más protección. Sin embargo, su vehículo se vio atrapado en un choque con un autobús, por lo que se vieron obligados a continuar a pie y navegan con cuidado por las calles en ruinas invadidas por hombres lobo. El efecto del suero desaparece y huyen de los hombres lobo hacia los túneles. Wesley y Amy se dirigen a una tienda de conveniencia para enfriar el suero antes de inyectarse otra dosis. Wesley y Amy quedan atrapados en un fuego cruzado entre sobrevivientes fuertemente armados y hombres lobo. Rodeada por los hombres lobo, Amy los distrae exponiéndose a los hombres lobo, pero estos no la atacan porque el suero la ha protegido de la luz de la luna. Wesley y Amy intentan huir en un auto, pero Amy es arrastrada por un hombre lobo, lo que obliga a Wesley a regresar a casa.
Mientras tanto, Lucy y Emma se refugiaron en su casa fortificada. Un vecino veterano enloquecido, Cody Walker, le dispara a uno de los hombres lobo que están afuera, pero su casa es golpeada por escombros, lo que hace que quede expuesto a la luna y se transforme en un hombre lobo. Ataca a Reagan en su casa y ella huye a la casa de los Marshall, suplicándoles que la dejen entrar antes de que Cody la mate. El ruido atrae a otros hombres lobo cercanos que atacan la casa, lo que obliga a Lucy a defenderse a sí misma y a Emma. Wesley llega y mata a los otros hombres lobo antes de que los efectos de su suero se le agoten. Cuando se acerca el amanecer, Wesley se deja exponerse a la superluna, se transforma en un hombre lobo y mata brutalmente a Cody, acabándolo con su existencia. Sin embargo, antes de que pueda atacar a Lucy y Emma, el amanecer finalmente llega y Wesley se transforma nuevamente en un humano, antes de reunirse con su familia, sabiendo que el suero fue todo un éxito.

## Reparto
- Frank Grillo como Wesley Marshall.
- Katrina Law como la Dra. Amy Chen.
- Ilfenesh Hadera como Lucy Marshall.
- James Michael Cummings como Cody Walker.
- Lou Diamond Phillips como el Dr. James Aranda.
- James Kyson como Miles Chen.
- Lydia Styslinger como Reagan.
- Ian Whyte como el hombre lobo líder.
- Dane DiLiegro como un hombre lobo #1.
- Ian Feuer como un hombre lobo #2.

## Producción
En junio de 2022, se anunció que una película de suspenso y terror dirigida y coproducida por Steven C. Miller, originalmente titulada Year 2, había comenzado la fotografía principal en Puerto Rico, con Matthew Kennedy escribiendo el guion. Frank Grillo, Katrina Law, Ilfenesh Hadera, James Michael Cummings y Lou Diamond Phillips conformaron el elenco principal. En febrero de 2024, la película había sido retitulada Werewolves y C. Miller anunció que la posproducción estaba cerca de completarse.

## Estreno
Werewolves fue estrenada en Estados Unidos por Briarcliff Entertainment el 6 de diciembre de 2024.

## Recepción

### Taquilla
En Russia/CIS, la película se estrenó el 5 de diciembre de 2024 y recaudó $76,323, y en los Estados Unidos, la película se estrenó junto con Y2K y Pushpa 2: The Rule el 6 de diciembre y recaudó más de $1,052,998 en 1,351 cines en su estreno con una recaudación total de $1,867,399.

### Crítica
En el sitio web agregador de reseñas Rotten Tomatoes, el 50% de las 42 reseñas de los críticos son positivas, con una calificación promedio de 5.2/10. Metacritic, que utiliza un promedio ponderado, le asignó a la película una puntuación de 52 sobre 100, basada en cuatro críticos, lo que indica reseñas "mixtas o promedio".